# Албер Лондър
Албер Лондър (на френски: Albert Londres) е френски журналист и писател, един от основателите на разследващата журналистика и противник на колониализма. На негово име е учредена журналистическа награда за франкофони.

## Биография
Албер Лондър е роден на 1 ноември 1884 г. във Виши в семейството на занаятчия. Започва да се занимава с журналистика през 1904 г. и публикува във вестниците „Салю Публик“, „Матен“, „Пти Журнал“, „Екселсиор“ и други. По време на Първата световна война е военен кореспондент на Солунския фронт.
След войната обикаля СССР, страните от Югоизточна Азия, френските колонии в Африка, Палестина и други. През 30-те години на XX век посещава България, среща се с ръководителя на ВМРО Иван Михайлов и в 1932 година издава книгата „Les Comitadjis ou le terrorisme dans les Balkans“ (Комитаджиите или тероризмът на Балканите). Загива в пожар на френския кораб „Жорж Филипар“ на 16 май 1932 година.